# 石鏡泉

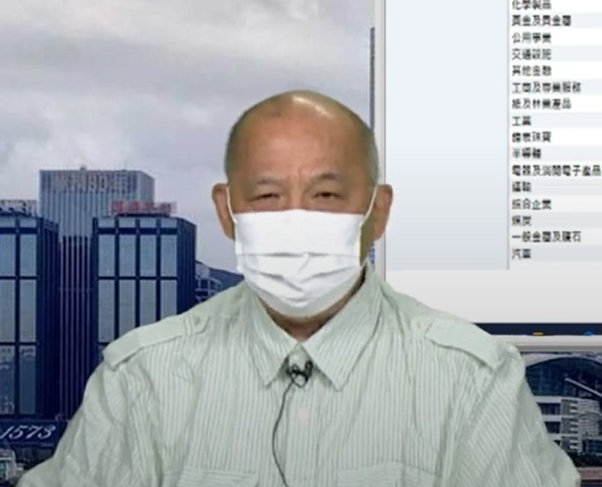
石鏡泉

石鏡泉（英語：Arthur Shek Kang Chuen，1948年5月22日—），為《香港經濟日報》創辦人之一，曾任該集團的執行董事、副社長兼研究部主管，也是香港著名股評人。曾高調呼籲建制派支持者購買藤條、水喉通等武器去對付反對逃犯條例修訂的示威青年。

## 背景
石鏡泉生於油麻地廣華醫院，在入讀中學前一直住在旺角砵蘭街74號地下一間賣皮革的住家舖後面。他讀初中時搬到上海街居住，之後在讀高中期間再搬到通菜街定居。石鏡泉的家境不錯，多步行上學。其家人於砵蘭街的橫門檔經營熟食和包租上海街、窩打老道以及登打士街的樓宇生意。他早年曾就讀導群小學（初小）、農圃道官立小學（高小）、伊利沙伯中學（1961年入學、1966年中五）以及香港華仁書院，後來就讀香港大學，曾經擔任香港大學學生會幹事，1970年代，身為香港大學學生會評議會內務秘書的他曾參與保釣運動，曾稱「只有那些敢對歷史負責的，才配稱為『人』。那些不敢面對歷史的，只配稱為『狗』。沒有香港警方批准時，五一三保釣示威也要如常舉行，因為做一個坐牢的人，總比做一條坐辦公室的狗好過。」。
他曾從事貿易及製造業。現為《經濟日報》撰寫《經濟與投資》專欄及《晴報》《石老師工作室》，撰寫專攔評論，並當中不少的評論是針對和批評泛民主派人士。
2015年6月9日，他在《晴報》專欄稱，題為「優質報道毋須犯險」的文章，內文質疑香港傳媒派記者前往長江沉船及爆發新沙士的南韓，是否有新聞價值。壹傳媒工會以文章有詆譭記者成分，及錯誤理解新聞價值為由，發表題為「求真，必須走進現場。」的回應。
他亦主持香港電台第一台逢星期六早上09:20-11:00與鄺民彬主持「投資新世代」直播節目。
2024年11月25日，石鏡泉在《香港經濟日報》專欄中宣布自己因患肺炎入院而暫時停筆。

## 元朗襲擊事件
2019年7月20日，石鏡泉在添馬公園舉行的「守護香港」撐警集會上，高調呼籲建制派支持者購買藤條、塑膠水喉通去對付反逃犯條例修訂的示威者，台下回應「好」及鼓掌。他亦說示威活動受美國惡意煽惑，行動者收受利益「亂中亂港」，形容香港現狀為「美國佬想中國死」，警告千萬不能姑息丟磚塊、鐵枝的人。翌日，即有疑似黑社會背景人士於元朗站以藤條、鐵通襲擊市民，45人受傷，其巧合程度令公眾質疑元朗施襲行動之施襲者有否被石氏之言論所煽動。
7月22日，旗下《香港經濟日報》的逾百名記者對石的煽惑暴力言論深表震驚及極度遺憾，發聯署聲明促請石收回言論。《香港經濟日報》發聲明與石鏡泉「割席」，指石的言論純屬個人意見。當晚，石鏡泉發表道歉聲明，撤回之前的藤條與軟膠通言論並對引起不安真誠致歉。持股6%之David Webb向公司表示將於股東大會動議要求石鏡泉辭職。
7月23日，石鏡泉辭任執行董事及《香港經濟日報》副社長，但仍然會繼續擔任財經專欄作家。

## 著作
- 石鏡泉. . 經濟日報出版社(香港). ISBN 96267800003 请检查|isbn=值 (帮助).
- 石鏡泉. . 經濟日報出版社(香港). ISBN 9626780134.
- 石鏡泉. . 經濟日報出版社(香港). ISBN 96267800004 请检查|isbn=值 (帮助).
- 石鏡泉. . 經濟日報出版社(香港). 1998. ISBN 9626780312.
- 石鏡泉. . 經濟日報出版社(香港). 2000. ISBN 962678069X.
- 石鏡泉. . 經濟日報出版社(香港). 2000. ISBN 9626780703.
- 石鏡泉. . 經濟日報出版社(香港). 2001. ISBN 9626780851.
- 石鏡泉. . 經濟日報出版社(香港). 2001. ISBN 962678072X.
- 石鏡泉. . 經濟日報出版社(香港). 2002. ISBN 9626781068.
- 石鏡泉. . 經濟日報出版社(香港). 2003. ISBN 9626781459.
- 石鏡泉. . 經濟日報出版社(香港). 2003. ISBN 9626781726.
- 石鏡泉. . 經濟日報出版社(香港). 2004. ISBN 9626782080.
- 石鏡泉. . 經濟日報出版社(香港). 2005. ISBN 9626782781.
- 石鏡泉. . 經濟日報出版社(香港). 2006. ISBN 9799626783138.
- 石鏡泉. . 經濟日報出版社(香港). 2007. ISBN 9789626784679.